# Бок (дворянский род)
фон Бок (von Bock) — ряд фамилий немецкого, шведского, остзейского и российского дворянства.

## Происхождение и ранняя история
Линия остезийского рода прослеживается с 1500 года с упоминания Вольмара фон Бок, владельца поместья Гренейхен недалеко от Бреслау в Силезии. Он переехал в Ливонию в качестве военного на рубеже веков, но затем вернулся на родину. Его сын Генрих фон Бок также прибыл в Ливонию, где остался жить. Сын последнего Вильгельм Вольмар фон Бок (умер до 1601) приобрел земельные владения в Вильяндимаа, его считают основателем рода Боков. В 1599 он стал владельцем поместья Лахмузе, которое долгое время принадлежало представителям рода.
В 1689 полковник Вильгельм фон Бок (1618—1689) стал шведским дворянином. Его потомок Генрих Август фон Бок (1771—1863) из Ливонии был зачислен в матрикул Эстляндского рыцарства.
Потомки его брата Генриха Вольмара фон Бока (1619 − до 1678) сделали карьеру в шведской и российской армии. Густав Якоб фон Бок (1730—1768) получил звание генерала.
Потомки другого брата Антона Иоганна фон Бок (1620 − после 1695) расширили владения и благодаря брачным узам приобрели поместья Пярту в Вильяндимаа и Кехтна в Харьюмаа
В 1745 род был зачислен в ливонские дворянские матрикулы (под № 56). 15 февраля 1818 года Генрих Август фон Бок (1771—1863), лорд ауф-Керсель, и Генрих Беренд Вильгельм фон Бок (1781—1857), лорд ауф-Селли получили рыцарское звание в Эстонии.
Определением Правительствующего Сената 15 Октября 1857 года, утверждены постановления С.-Петербургского Дворянского Депутатского Собрания 14 Сентября 1814 и 22 Августа 18 Августа 1857 годов, о внесении Действительного Статского Советника Ивана (Иоганна-Зигфрида) Самуилова Бок, сына его Ивана-Самуила Иванова Бок, с женою Юлиею-Натальею Оттовою, урожденною Смолиан, и детьми их: Михаилом-Александром, Иоганном-Вильгельмом, Оттоном-Юлианом, Генрихом-Готлибом, Вильгельминою-Генриеттою, Екатериною-Павлиною и Елисаветою Ивановыми Бок, по личным заслугам первого, в третью часть Дворянской родословной книги. Представителями этой ветви рода являются Георгиевский кавалер Борис Иванович фон Бок (1879—1955) и русский дипломат, католический священник Николай Иванович фон Бок (1880—1962).

## Известные представители
- Бок, Александр Романович (1829—1895) — российский скульптор[5].
- Бок, Борис Иванович (1879—1955) — офицер Российского императорского флота, участник русско-японской войны, Георгиевский кавалер.
- Бок, Владимир Георгиевич (1850—1899) — русский искусствовед, коптолог.
- Бок, Георгий Тимофеевич (1818—1876) — вице-адмирал, гофмейстер двора князя Владимира Александровича.
- Бок, Иван Иванович (1898—1983) — советский геолог, академик АН КазССР (1954), доктор геолого-минералогических наук (1948), лауреат Ленинской премии (1958).
- Бок, Николай Иванович фон (1880—1962) — русский дипломат, преподаватель, католический священник, иезуит византийского обряда.
- Бок, Тимофей-Эбергард фон (Георгиевич; 1787—1836) — барон, флигель-адъютант, полковник.